# 波多野信治
波多野 信治（はたの しんじ、1942年4月14日 - ）は、任天堂元代表取締役専務営業本部長、現顧問。
松山商科大学経済学部卒業。1972年、任天堂株式会社に入社し、業務本部長、取締役を経て、2002年5月に同社代表取締役専務に就任。主にサードパーティー作品のプロデューサーを担当した。
2013年6月の定時株主総会をもって、任期満了のため代表取締役を退任した。現在は顧問に就任。
2018年4月20日付で、株式会社エヌジェイホールディングスのゲーム事業顧問に就任。
2019年には、同年6月18日付で株式会社マーベラスの社外取締役に就任。

## 主な作品

### ゲームボーイカラー
- マリオゴルフGB 99.08.10 プロデューサー
- マリオテニスGB 00.11.01 プロデューサー

### NINTENDO64
- マリオパーティ 98.12.18 プロデューサー
- マリオゴルフ64 99.06.11 プロデューサー
- マリオパーティ2 99.12.17 プロデューサー
- マリオテニス64 00.07.21 プロデューサー
- マリオパーティ3 00.12.07 プロデューサー

### ゲームボーイアドバンス
- くるくるくるりん 01.03.21 制作責任
- ナポレオン 01.03.21 プロデューサー
- 黄金の太陽 開かれし封印 01.08.01 プロデューサー
- トマトアドベンチャー 02.01.21 プロデューサー
- 黄金の太陽 失われし時代 02.06.28 プロデューサー
- くるりんパラダイス 02.12.06 プロデューサー
- マリオゴルフGBAツアー04.04.22  プロデューサー
- マリオパーティ アドバンス 05.01.13 シニアプロデューサー
- マリオテニスアドバンス 05.09.13 プロデューサー

### ニンテンドーゲームキューブ
- マリオパーティ4 02.11.08 プロデューサー
- マリオゴルフ ファミリーツアー 03.09.05 プロデューサー
- マリオパーティ5 03.11.28 シニアプロデューサー
- マリオテニスGC 04.10.28 プロデューサー
- マリオパーティ6 04.11.18 シニアプロデューサー
- マリオパーティ7 05.11.10 シニアプロデューサー
- SDガンダム ガシャポンウォーズ 05.12.01 エグゼクティブプロデューサー

### DS
- ジャンプスーパースターズ 05.08.08 エグゼクティブプロデューサー
- ジャンプアルティメットスターズ 06.11.23 エグゼクティブプロデューサー
- マリオパーティDS 07.11.08 シニアプロデューサー
- ソーマブリンガー 08.02.28 シニアプロデューサー

### Wii
- マリオパーティ8 07.07.26 シニアプロデューサー
- 零 〜月蝕の仮面〜 08.07.31 シニアプロデューサー
- ゼノブレイド 10.06.10 シニアプロデューサー
- ラストストーリー 11.01.27 シニアプロデューサー
- マリオパーティ9 12.04.26 エグゼクティブプロデューサー

### Nintendo Switch
- 棋士・藤井聡太の将棋トレーニング（ゲームスタジオ、2020年3月5日）セールスアドバイザー